# شيجيهارو يكي
شيجيهارو يكي (باليابانية: 植木 繁晴) (13 سبتمبر 1954 في كاواساكي في اليابان – 11 أبريل 2024)؛ هو لاعب كرة قدم ياباني سابق كان يلعب كمهاجم. سبق له أن لعب مع منتخب اليابان.

## وصلات خارجية
- شيجيهارو يكي على موقع ناشيونال فوتبول تيمز (الإنجليزية)
- شيجيهارو يكي على موقع عالم كرة القدم.نت (الإنجليزية)